# Michelle Larcher de Brito
Micaela Carolina Larcher de Brito, coneguda com a Michelle Larcher de Brito o Michelle Brito (Lisboa, 29 de gener de 1993) és una extennista i entrenadora portuguesa.
Va desenvolupar gran part de la seva carrera en el circuit ITF, en el qual va guanyar quatre títols individuals. El seu millor rànquing fou el 76è lloc del rànquing individual l'any 2011. Va formar part de l'equip portuguès de la Copa Federació amb un balanç lleugerament positiu de victòries.

## Biografia
Filla de António Larcher de Brito i Caroline, que són originaris d'Angola i Sud-àfrica respectivament. Té dos germans bessons més grans anomenats Sérgio i Sebastião. La seva família es traslladà als Estats Units quan ella tenia nou anys així que poder assistir a la Nick Bollettieri Tennis Academy a Bradenton.
Fou entrenada per Nick Bollettieri fins al final del 2007, a partir del qual va ser entrenada a temps complet pel seu pare. Posteriorment va començar a exercir com a agent immobiliari i ho va compaginar amb la seva carrera tennística.
L'any 2009 va ser destacada per la Confederação do Desporto de Portugal com a millor esportista portuguesa.

## Trajectòria

### Individual
| Open d'Austràlia | A   | A   | Q2  | Q1   | A   | Q3  | 1R  | A   | A   | Q3  | A   | A | 0 / 1   | 0 – 1   |
| Roland Garros | A   | A   | 3R  | Q2   | Q1  | Q1  | Q1  | 1R  | Q1  | A   | A   | A | 0 / 2   | 2 – 2   |
| Wimbledon | A   | Q1  | 2R  | 1R   | A   | Q2  | 3R  | 3R  | Q2  | Q2  | Q2  |   | 0 / 4   | 5 – 4   |
| US Open | A   | Q3  | 2R  | 1R   | Q3  | Q2  | 2R  | Q2  | A   | A   | A   |   | 0 / 3   | 2 – 3   |
| Total Victòries−Derrotes | 1−1 | 8−6 | 7−8 | 5−12 | 3−0 | 6−7 | 3−7 |     |     |     |     |   | 33 – 41 | 33 – 41 |
| Rànquing a final d'any | 312 | 124 | 116 | 205  | 173 | 116 | 109 | 127 | 217 | 233 | 346 |   |         |         |
| Llegenda: G: Guanyadora; F: Finalista; SF: Semifinalista; QF: Quarts de final; Q: Qualificació; A: Absent; RR: Round Robin; |     |     |     |      |     |     |     |     |     |     |     |   |         |         |

## Guardons
- Millor esportista portuguesa (2009)